# 2015年拉斐爾·納達爾網球賽季
澳洲公開賽進入八強後，以2–6、0–6、65–7負於托馬什·貝爾迪赫，法國公開賽進入八強後，以5–7、3–6、2–6負於喬科維奇而衛冕失敗，法網39連勝也宣告終止，在温布尔登锦标赛進入第二輪後纳达尔以5–7、6–3、4–6、4–6爆冷敗給世界排名102的布朗，美國公開賽在第三輪，以6–3、6–4、4–6、3–6、4–6負於福尼尼。此外他还奪得兩个國際賽冠軍（阿根廷紅土賽事與斯圖加特草地賽事），這是納達爾目前為止表現最差的一年。